# Nonstop 40
De Nonstop 40 is een verkorte versie van de uitzending op de radio van de Nederlandse Top 40. Het programma werd vanaf een onbekend moment tot november 2007 uitgezonden op zaterdagmiddag van 15.00 uur tot 18.00 uur op Radio 538. In 2009 keerde de nonstop variant weer terug, maar dan op zondagmiddag van 15.00 uur tot 18.00 uur. Op 27 oktober 2013 was de laatste uitzending van Nonstop 40.
Zoals de naam al zegt worden in de Nonstop 40 alle veertig platen zonder presentatie achter elkaar gedraaid (met de nodige onderbreking voor reclame, nieuws en weers- en verkeersinformatie). Verder wordt er eventueel ook nog de alarmschijf, de dancesmash of een hit uit de tipparade gedraaid.